# Cenakul (pokret)
Cenakul ili  Svećenički marijanski pokret (SMP) molitveni je pokret u Katoličkoj Crkvi. Korijene vuče iz unutarnjeg nadahnuća koje je tijekom molitve za vrijeme hodočašća u marijansko svetište u Fatimi 1972. godine doživio talijanski svećenik i teolog don Stefano Gobbi. Ime je dobio po cenakulu.

## Povijest

### Stefano Gobbi
Talijanski svećenik don Stefano Gobbi (1930. – 2011.) rođen je u Dongu, u talijanskoj pokrajini Como. Studirao je teologiju na Papinskom lateranskom sveučilištu u Rimu, a 1964. zaređen je za svećenika.

### Svećenički marijanski pokret
Gobbi je nadahnuće za okupljanje svećenika doživio u fatimskoj kapelici ukazanja. Dok je 28. svibnja 1972. molio za svećenike koji su bili u napasti da iznevjere svoje svećeničko zvanje i koji su bili nepokorni crkvenoj vlasti, Gospa mu je počela govoriti. U početku se uplašio, ali ga je poruka "Ne boj se, ja sam ta koja ti govori. Želim preko tebe osnovati jedno djelo koje će biti velika pomoć Crkvi za buduća vremena" ohrabrila. Don Gobbi je zamolio Mariju za znak potvrde, koji je isti mjesec u Nazaretu dobio. Gospa mu se od tada redovito obraćala do 1997. godine.
Don Gobbi je započeo molitvene susrete s trojicom prijatelja svećenika. To je bio početak Svećeničkoga marijanskog pokreta sa sjedištem u Milanu, koji danas okuplja oko četiri stotine kardinala i biskupa, sto i trideset tisuća svećenika i desetine milijuna vjernika diljem svijeta. Od 1974. godine započeli su prvi Cenakuli - molitve i bratstva između svećenika i vjernika koje su se također proširilo po cijelome svijetu. Papa Ivan Pavao II. blagoslovio je djelovanje pokreta. Marijanski pokret je u srpnju 2013. Crkva priznala kao inicijativu unutar Crkve.

## Ustroj
Ovaj pokret nije udruženje s pravilma, upravljačima ili promicateljima, nego je "jedan duh", kako je papa Ivan Pavao II. dao naslutiti o ovom pokretu. Jedina voditeljica ovog pokreta je Blažena Djevica Marija. Osobu koja animira Cenakul naziva se predmoliteljem. Danas su određene odgovorne osobe za svaki narod, kojima je povjereno praćenje oblikovanja Cenakula. 
Gospa u Svećeničkom marijanskom pokretu traži tri stvari: posvetu i predanje njezinu Bezgrešnom Srcu, ljubav prema papi i širenje pobožnosti prema Srcu Marijinu među vjernicima.
U Hrvatskoj pokret djeluje jako skromno i broji svega šezdesetak svećenika. Blagoslov djelovanju ovog pokreta dao je i blagopokojni kardinal Franjo Kuharić, a službeno zadužena osoba za Cenakul u Hrvatskoj je isusovac Izidor Jedvaj. Član pokreta je i monsinjor Milivoj Bolobanić, a blizak mu je i franjevac Smiljan Dragan Kožul. Sam Stefano Gobbi posjetio je Zagreb, i u dva navrata Zadar.

## Plava knjiga
Poruke koje je Gospa u obliku unutarnjeg govora (locutio interna) od dala don Stefanu Gobbiju od srpnja 1973. je zapisivao, te sakupio i izdao u knjizi Svećenicima Marijinim predragim sinovima. Naziva se još i Plavom knjigom. U Hrvatskoj je do 2011. godine bila otisnuta u devet izdanja.

### Poruka hrvatskom narodu
Poruka koju je primio Gobbi na Cenakulu za vrijeme posjeta Zagrebu, 20. rujna 1996., kada se susreo i s tadašnjim zagrebačkim nadbiskupom i kardinalom Franjom Kuharićem. Nalazi se u Plavoj knjizi, a smatra se da se odnosi na nedavni Domovinski rat u Hrvatskoj, te na najavu i budućih teških i kriznih vremena za Hrvatsku.

## Vanjske poveznice
Mrežna mjesta
- Marian Movement Of Priests - Marian Movement  Arhivirana inačica izvorne stranice od 11. svibnja 2008. (Wayback Machine), službene stranice pokreta (engl.)
- Stefano Gobbi, Svećenicima Marijinim predragim sinovima  Arhivirana inačica izvorne stranice od 8. prosinca 2015. (Wayback Machine), odlomak iz knjige